# Vendhuile
Vendhuile – miejscowość i gmina we Francji, w regionie Hauts-de-France, w departamencie Aisne.
Według danych na styczeń 2014 roku gminę zamieszkiwało 541 osób, a gęstość zaludnienia wynosiła 49,3 osób/km².